# 森村あすか (AV女優)
森村 あすか（もりむら あすか、1968年5月16日 - ）は、日本の元AV女優。
岩手県出身。血液型:B型。身長:153cm。スリーサイズ:B82・W60・H85。

## 略歴・人物
1988年にAVデビューし、1989年5月に引退。1990年6月に復帰し、1991年に再び引退している。
ロリ系のAV女優として人気を博す。また、ショートカットのAVアイドルの先駆けとされるが、デビュー時はロングヘアだった。
出演作品や雑誌のインタビューなどで、アニメや漫画（特に『超人ロック』の大ファンだった）が好きで、デビュー前には声優を目指していたとも話している。声優としての訓練を積んだ、いわゆる「アニメ声」での発声が特徴である。後に『冒険してもいい頃』など幾つかのOVAに声優として出演している。
AV女優3人によるアイドルユニット・RaCCo組の末期に参加。また、ソロでシングルを1枚リリースしている。
AV引退後は漫画家や声優を目指していたようで、成年向けコミック誌に漫画が何度か掲載されたことがある。また、ウルトラマンロビン率いるプロレス団体SGPのイベントに京本政樹と共に幾度か出演している。
『ラ・セーヌの星』のコミカライズで知られる漫画家の森村あすかとは関係ない。

## 出演作品

### アダルトビデオ
1988年
- 4時から娘のセーラー服裸々バイ （11月1日、芳友舎／10VIDEO）
- ホット・グリップ とことんセーラー服 （11月24日、サム） - 共演:杉森久美子
- 花のあすか （12月21日、エルザ）

1989年
- 悶絶パーティ 下血少女 （1月15日、サム）
- 視姦 （2月17日、フェニックス）
- 燃えるあすかちゃん （2月26日、チェシャキャッツ）
- フェラーレンス・女医ナーの肉診カルテ （4月6日、サム） - 共演:桂木麻也子
- 放課後エロトピア （4月8日、VIP）
- 制服狩り （4月11日、アリスJAPAN）
- 微熱少女 （4月28日、宇宙企画）
- 美少女REAL （5月25日、クリスタル映像）
- オーシャン・メイズ Racco組（6月21日、クラウンレコード）他出演:斉藤唯、星川ミグ
- 恥態泥棒 （6月30日、サクセス・ビデオ・コミュニティー）
- 恋人作り大作戦 4（7月1日、青人社）他出演:杉本笑、桂木真理子
- 処女生贄 （7月20日、クリスタル映像）
- プライバシー （9月28日、クリスタル映像）
- 妖しい遊戯 （10月15日、SOPHY）他出演:斉藤唯、星川ミグ
- フラッシュバック 18 （10月21日、アリスJAPAN）
- 出血大制服 4 （12月1日、VIP）
- MAGAZINE VIDEO 姫子 9 （宇宙企画 M-19） - オムニバス作品 他出演:瀧口裕美、岸本優美
- あッ！ソコの裂間（RAC XX-006）

1990年
- 極上の上 （1月、コロナ社 L-8043）
- 淫らな「ひとりH」 （2月、マドンナメイトビデオ） 他出演:藤木流花、本田亜理沙
- 放課後・秘蜜の花園（5月、笠倉出版社） 他出演:小田桐まゆ、藤崎りかこ
- 愛欲 好きにして （8月2日、笠倉出版社） - オムニバス作品 他出演:広田まみ、貝塚里美
- H秘書はナマがお好き PART3 （8月6日、シェール）
- ぬるぬるオタッキー （9月10日、現映社）
- 挑発ブルマー組 先生もっと教えて （12月20日、セクシーコレクション）他出演:森村麗子、森村杏子
- JUST ONLY YOU 森村あすか （コロナ社 L-8040）
- ビデオマガジン ギャルズスペシャル 17 （リイド社 LV-1038） - オムニバス作品 他出演:藤本千尋 ほか
- 放射能汚染 PART8 （ロイヤル・アート P-112）
- AVブリッコ金賞 森村あすか ピンクの下半身 （ファイブスター FV-8843）
- デビュー･･･そしてさようなら （アイディ出版）
- ピンク・ギャング （ルナ・エンタープライズ LUV-001）
- 錯乱 真夜中の調教師 （RAC SS-014） - オムニバス作品 他出演:杉森久美子、結城れい子
- 制服マンマンくらべ 五島めぐ・小沢奈美・森村あすか・工藤ひとみ ほか 全10名（ファイブスター FV-8849）

1991年
- ザ・ベスト・オブ発射スペシャル VOL.10（1月1日、アリーナ・エンターテインメント CS-195） 他出演:小沢奈美、原田未亜、渡辺千尋、小林里穂、麻生まみ、渚友紀、上村ケイ、楠本みいな、西村由美 全10名
- 高級微笑女倶楽部 vol.2 （1月7日、コロナ社） - オムニバス作品 他出演:藤木流花、朝比奈樹里、桂木美雪
- 口内写生 4 （1月10日、アリーナエンターテイメント）他出演:椎名このみ
- 隣りの若奥様 3（1月17日、笠倉出版社）他出演:小暮千絵、藤木流花
- 制服ロマン娘 2（2月14日、笠倉出版社 AJV32-18） - オムニバス作品　他出演:早瀬理沙、沢木まりえ、工藤ひとみ、木田彩水 全5名
- ザ・ナースメモリー 4 森村あすか 小暮千絵 渚友紀（3月14日、笠倉出版社 AJV32-22）全3名
- お姉さんがしてあげる （3月25日、マドンナ社） - オムニバス作品 他出演:渚友紀、楠本みいな
- 増殖器 （3月26日、コロナ） - オムニバス作品 他出演:渡辺千尋、桑原若菜、森口美保
- アクメちゃんの大冒険（5月1日、ルナ・エンタープライズ BAC-008）
- 乙女学園 3（5月14日、笠倉出版社）他出演:楠本みいな、渚友紀
- 最後に一発こましたろやないけえ ラストメモリー引退記念 （5月21日、アリーナ）
- あぶない制服VSランジェリー SPECIAL 25（10月5日、笠倉出版社 AJV32-51）全25名
- 熱血ナース天国（11月15日、笠倉出版社 AJV32-70）全10名
- H秘書はナマがお好き スペシャル あいだもも・木田彩水・美穂由紀・森村あすか 全4名（シェール HRC-097）
- 氾濫（コロナ） - オムニバス作品 他出演:中山美里
- 3年2組（アイディ出版 FG-004）
- 狂い咲き玩具（ルナ・エンタープライズ HP-001）
- 悶え絶叫A（ルナ・エンタープライズ LUV-031）
- 淫色錯乱娘の悦戯（タイム）他出演:薬師丸ひろ美、伊藤さやか
- 若奥様は同級生 2（ファイブスター）他出演:小暮千絵、渚友紀、藤木流花
- ナース快楽館 3 森村あすか・小暮千絵・楠本みいな・森咲麗・渚友紀 全5名（ファイブスター FV-8860）

1992年
- 口内写性スペシャル 同窓会だよ 全員集合（1月26日、アリーナ・エンターテインメント）全11名
- 100人のマドンナ 4（3月15日、笠倉出版社）全25名
- AVアイドルCLUB 飯島愛・楠本みいな・森村あすか・五十嵐こずえ・小暮千絵・森山愛里・渚友紀 全7名（4月15日、ファイブスター）
- ナース天国SPECIAL（7月1日、笠倉出版社 AJV33-31）全20名
- 3P狂いのお嬢様（12月4日、アルテック）他出演:椎名かほり、菊池夕夏
- イノセントラブ（コアエンタープライズ COA-05）
- ピンクの下半身（VISUAL ONE FV-8843）
- お嬢さまの尻じまん（べべ・クラブ BB-002）他出演:工藤ひとみ

1993年
- AVギャル烈伝 3（7月22日、笠倉出版社）他出演:小沢奈美、庄司みゆき、五島めぐ、ほか 全28名
- あぶない若妻スペシャル（11月13日、笠倉出版社）全20名

1994年
- トップ10 アイドルコレクション 2（1月25日、二見書房 MV-097）全10名
- AV10年史 2（4月29日、VIP）全13名
- レンタルAV10年史 トップ20コレクション特選版 制服大図鑑（5月25日、二見書房 MV-103）全20名
- 女子校生・ピンクのくいこみ（11月21日、オー・ケイ出版社）他出演:美里真理

1995年
- ナース伝説10年史 1（4月3日、笠倉出版社）全35名
- 120人美女館 AV10年史 2（11月11日、笠倉出版社）全30名

1997年
- ペロペロピンク 1（5月20日、アリスJAPAN）他出演:朝岡実嶺

1998年
- 制服伝説 小沢奈美・小林里穂・森村あすか・木暮千絵 ほか 全15名（メディアバンク MBV-001）

2001年
- 復刻版　アイドル恋慕（4月6日、現映社）他出演:御藤静
- お宝ガールズ 1985-1990（5月10日、クリスタル映像）全15名
- 放課後エロス（12月14日、メディアバンク）全9名
- お宝コレクション20 森村あすか 樹ますみ（12月21日、デジタル・コミュニケーションズ）他出演:樹ますみ

2002年
- コスプレメイト　制服リアルファックの女たち（7月21日、ビデオバンク）他出演:葉山みどり、岸加奈子、桂木麻也子

2004年
- 口内写性～アイドル伝説～（4月30日、アリーナ・エンターテインメント）他出演:椎名このみ、上村ケイ
- LEGEND GIRLS 2（10月8日、エッチアールシー）他出演:あいだもも、美穂由紀、露木陽子、五十嵐こずえ

2008年
- I LOVE 森村あすか（5月30日、ロデオドライブ）

2009年
- DECADE GALS(9)（2月27日、ピエロ PAR-230）全3名
- Legend Special 27 森村あすか（12月18日、エー・エス・ジェイ）※「JUST ONLY YOU」「極上の上」「放射能汚染 PART08」を収録

発売日不明
- 汁まみれの桃かじり（デイジィコーポレーション DA-005）VHS ＊「放課後エロトピア」の二次使用品
- 森村あすかのふろくヒデオ（クリスタル映像）VHS
- 夢き夢みし 森村あすか・杉森久美子・夏樹聖子（アールエーシー）VHS

## 出演

### OVA（オリジナル・ビデオ・アニメ）
- 冒険してもいい頃（セブンエイト） - 「若葉美和」役
  1. 初挑戦! AV業界!!（1989年11月21日）
  2. 青春! 燃えてクランクイン! （1990年3月21日）
  3. アポロ軍団ゲリラ撮影隊参上! （1990年8月24日）

- おカマ白書（東芝EMI） - 「雨宮ミキ」役
  1. 運命の変身編（1991年4月12日）
  2. 真夏のハプニング編 （1991年11月8日）
  3. 男の決心編 （1992年2月6日）

- ころがし涼太（MY-VIDEO）
  1. ヒーローは俺だ!!
  2. つっぱりバス野郎、大暴れ!
  3. 涼太、危機一髪!

### 映画
- 連続レイプ　変態実験（1990年11月23日、監督：佐藤寿保、新日本映像）[1]
- 制服盗聴魔 激射・なぶる!（1990年11月30日、監督：佐藤寿保、新日本映像）[2]
- 制服私刑　ねじり込め!（1991年2月8日、監督：佐藤寿保、新日本映像）[3]

### ラジオ
- ルイとあすかのわがままサンデー （茨城放送、1990年1月〜1990年3月、毎週日曜日16:30 - 17:00　桜樹ルイと共演）[4]

## 書籍

### 写真集
- 恋はハート色 （1989年8月24日、大陸書房）撮影:山本隆夫 ISBN 9784803323092
- 妹派宣言 （1989年11月24日、ピラミッド社）撮影:山本隆夫 ISBN 9784803324549
- マドンナメイト写真集 森村あすか （1990年4月24日、マドンナ社）撮影:野川勇 ISBN 9784576900483
- 25SCANDAL 会田我路・写真集 葉山レイコ 村上麗奈 小林ひとみ 速水典子 森村あすか 黒沢ひろみ ほか 全25名（1992年8月20日、ぶんか社）撮影:会田我路 ISBN 9784821120017
- 謝肉祭 憂木瞳・いとうしいな・木築沙絵子・桂木麻也子・森村あすか 他 全40名（1993年9月30日、竹書房）撮影:高木信行 ISBN 9784884752453
- 会田我路写真集 G-FILE（1993年1月15日、ぶんか社）撮影:会田我路 ISBN 4821120038

### 雑誌
- アップル通信 1989年1月号（表紙）
- Mr. Dandy 1989年4月号（表紙）（サンデー社）
- ACTRESS 1990年7月号、8月号（リイド社）
- 女子大生ランジェリー 必修課程編（1990年10月10日、綜合図書）
- ベスト・ランジェリー No.10（1991年2月15日、光彩書房）
- ビデオ・エックス 100号記念特別増刊号（1991年11月20日、笠倉出版社）
- セクシーランジェリー No.5（?、光彩書房）

### カセット
- マドンナメイトカセット＜アダルト版＞ 森村あすか 二人だけの放課後 （1989年5月25日、マドンナ社）

## ディスコグラフィ

### シングルCD
- ゴメンネ～ッ!!/そよ風にのって （1991年5月21日、センチュリーレコード）CEDC-10047